# Payena dasyphylla
Payena dasyphylla är en tvåhjärtbladig växtart som först beskrevs av Friedrich Anton Wilhelm Miquel, och fick sitt nu gällande namn av Jean Baptiste Louis Pierre. Payena dasyphylla ingår i släktet Payena och familjen Sapotaceae. Inga underarter finns listade i Catalogue of Life.